# Du Hirte Israel, höre
Du Hirte Israel, höre (Tu, pastore d'Israele, ascolta), BWV 104, è una cantata sacra di Johann Sebastian Bach. Lo compose per la seconda domenica dopo Pasqua a Lipsia e lo eseguì per la prima volta il 23 aprile 1724.

## Storia e testo
Bach compose la cantata nel suo primo ciclo annuale a Lipsia per la seconda domenica dopo Pasqua, chiamata Misericordias Domini. Le letture prescritte per quella domenica erano tratte dalla Prima Lettera di Pietro, Cristo come modello (1 Pietro 2:21–25), e dal Vangelo di Giovanni, il Buon Pastore (Giovanni 10:11–16). 
L'ignoto poeta inizia con i Salmi 80:2 e termina con l'inno di Cornelius Becker Der Herr ist mein getreuer Hirt, una parafrasi del Salmo 23 (1598). Il poeta fa riferimento nella sua opera a un contesto più biblico, come Lamentazioni 3:23–25 e 1 Corinzi 10:13 per il primo recitativo, riflettendo che Dio come Buon Pastore si prenderà cura di lui. Nel secondo recitativo conclude: «Riunisci soltanto, o buon Pastore, noi poveri ed erranti; ah, fa' che presto finisca il nostro cammino e conducici nel tuo ovile!». L'ultima aria spera "nella ricompensa della fede dopo un dolce sonno di morte" (Giovanni 10:11–16, des Glaubens Lohn nach einem sanften Todesschlafe), combinando le idee barocche di pace pastorale e desiderio di morte.
Bach eseguì per la prima volta la cantata il 23 aprile 1724.

## Organico e Struttura
La cantata in sei movimenti è composta da solisti tenore e basso, un coro a quattro parti, due oboi (usato solo nel 1° e 6° movimento), due oboi d'amore (usato nel 3° e 5° movimento), taille, due violini (primo e secondo), viola e basso continuo.
1. Coro: Du Hirte Israel, höre
2. Recitativo (tenore): Der höchste Hirte sorgt vor mich
3. Aria (tenore): Verbirgt mein Hirte sich zu lange
4. Recitativo (basso): Ja siese Wort ist meiner Seelen Speise
5. Aria (basso): Beglückte Herde, Jesu Schafe
6. Corale: Der Herr ist mein getreuer Hirt